# Duridrilus tectus
Duridrilus tectus är en ringmaskart som beskrevs av Erséus 1984. Duridrilus tectus ingår i släktet Duridrilus och familjen glattmaskar. Inga underarter finns listade i Catalogue of Life.